# Otto Gedlich
Otto Gedlich (* 31. Juli 1887 in Dresden; † 3. Juni 1936 in Pirna) war ein deutscher Kommunist und Widerstandskämpfer gegen den Nationalsozialismus.

## Leben
Mit seiner Frau Meta gründete er 1927 einen ambulanten Milchhandel, den sie bis 1936 betrieben. Bereits 1919 trat Gedlich der Kommunistischen Partei Deutschlands (KPD) bei.
Nach der „Machtergreifung“ der Nationalsozialisten gehörte Gedlich zu den aktivsten Verteilern von illegalen Druckschriften in Pirna. Er war, gemeinsam mit seiner Frau Meta, auch als Kurier tätig und überbrachte illegale Schriften. Die Wohnung des Ehepaars war ein wichtiger Treffpunkt und eine Anlaufstelle der illegal arbeitenden Kommunisten. Sie bot zudem verfolgten Personen mehrfach eine Unterkunft. Im Juni 1933 traf sich in dort der KPD-Unterbezirksleiter Oswald Rentsch mit Erna Scholz aus Heidenau und mit Rudolf Gebauer und Walter Richter („Florian“) aus Dohma; letzterer hielt die Verbindung zu den emigrierten Genossen in der Tschechoslowakei aufrecht. 
Am 27. Dezember 1933 wurde Gedlich verhaftet und später wegen „Vorbereitung zum Hochverrat“ zu zwei Jahren Zuchthaus verurteilt, die er im Zuchthaus Zwickau verbüßte. Am 3. Juni 1935 wurde er vorzeitig entlassen. Aufgrund schwerer Misshandlungen im Zuchthaus war Gedlich so geschwächt, dass er haftunfähig geworden war. Trotz der aufopferungsvollen Pflege seiner Frau verstarb er am 3. Juni 1936 an den Folgen der in der Haft erlittenen Misshandlungen.

## Ehrungen
Die Straße in Copitz, in der sich sein ehemaliges Wohnhaus befindet, trägt seinen Namen.